# Piasino
Piasino (ros. Пя́сино) – jezioro w azjatyckiej części Rosji, w Kraju Krasnojarskim, około 20 km na północ od Norylska. Jego powierzchnia wynosi 735 km², a powierzchnia zlewni 24 tysiące km².
Długość jeziora wynosi 70 km, a szerokość 15 km. Średnia głębokość to 4 m, przy maksymalnej 8 m. Jest to więc jezioro stosunkowo płytkie, w porównaniu do innych w okolicy, które potrafią mieć nawet do 600 m głębokości. Do jeziora wpływa kilka rzek, spośród których największa to Norilskaja. Wypływa z niego Piasina, uchodząca do Morza Karskiego.
Nazwa jeziora pochodzi z języka nienieckiego – słowo piasina oznacza w nim tundrę.
Wody jeziora są mocno zanieczyszczone ze względu na spuszczanie do nich wody wykorzystanej w zakładach Nornickel zajmujących się obróbką niklu i palladu. Z tego względu nie występują w nim praktycznie żadne ryby.